# 나불지 생태공원
나불지 생태공원은 대구광역시 동구에 있는 생태공원이다.

## 위치
대구 팔공산 초례봉 등산길의 끝자락에 위치해 있다.

## 역사
혁신도시 새론중학교 서쪽편에 위치했던 나불지는 예전에 면적이 3만여m²에 달하는 농업용 저수지로 사용해왔다. 이후에 방치되어 혁신도시 내 주민들이 산책로 등으로 조성하여줄 것을 건의 했으나 사업비 마련이 어려워 이루어지지 못했다. 나불지 힐링공간 재조성 사업은 국토교통부 개발제한구역 환경문화 분야 공모사업에 2017년에 1차 선정되어 국비를 확보하였으며, 2017년 9월에 2차로 국토교통부의 공모사업(초례산 야간경관개선사업)에 선정되어 국비 등을 추가로 확보하게 되어 총 사업이 20억원으로 새롭게 생태공원을 조성하였다.현재 한국의 전통을 살리고 아름다운 정원의 모습을 갖추어 주민 및 시민들에게 힐링 공간으로 거듭났다.

## 현황
나불지 수면 가운데에 한국 전통형인 하석주에 누마루를 설치하고 귀공포와 부연 및 전통 토기와를 얹은 사각정자를 건축하였다. 양쪽 방향에서 호수면 가운데 위치한 정자에 집입할 수 있도록 아름다운 선형을 유지한 아치형 돌다리가 있다. 야간에는 경관조명을 조성하여 은은하고 잔잔한 야경을 연출하여 시민들이 밤에 거닐 수 있도록 하였다. 나무테크가 잘 되어있고, 물레방아, 전통담장이 있으며 둘레를 걷고 정자에 앉아 쉬며 팔공산 초례봉을 바라볼 수 있는 휴식공간이다.사계절이 모두 아름답지만 특히 여름의 피어난 꽃들이 장관을 연출한다. 초례봉으로 이어지는 길도 마련되어있어 습지생태와 산림을 함께 즐길 수 있는 힐링 공간이다. 곳곳에 포토존이 조성되어 있다.